# Forninhos
Forninhos es una freguesia portuguesa del concelho de Aguiar da Beira, con 10,76 km² de área y 272 habitantes (2001). Densidad de población: 25,3 hab/km².